# 만나지 않았다면
"만나지 않았다면"은 1969년 공개된 대한민국의 영화이다.

## 배역
- 김진규
- 윤정희
- 오영일
- 김청자
- 이동민
- 문태선
- 고명수
- 지방열
- 지계순
- 최상조